# Stor-Hattsjön
Stor-Hattsjön är en sjö i Örnsköldsviks kommun i Ångermanland och ingår i Husåns huvudavrinningsområde. Sjön har en area på 2,76 kvadratkilometer och ligger 150 meter över havet. Sjön avvattnas av vattendraget Hattsjöån (Långvattsån). Vid provfiske har bland annat abborre, gers, gädda och lake fångats i sjön.

## Delavrinningsområde
Stor-Hattsjön ingår i det delavrinningsområde (705933-165562) som SMHI kallar för Utloppet av Stor-Hattsjön. Medelhöjden är 199 meter över havet och ytan är 9,14 kvadratkilometer. Räknas de 21 avrinningsområdena uppströms in blir den ackumulerade arean 116,28 kvadratkilometer. Hattsjöån (Långvattsån) som avvattnar avrinningsområdet har biflödesordning 2, vilket innebär att vattnet flödar genom totalt 2 vattendrag innan det når havet efter 39 kilometer. Avrinningsområdet består mestadels av skog (54 procent). Avrinningsområdet har 2,75 kvadratkilometer vattenytor vilket ger det en sjöprocent på 30,1 procent.

## Fisk
Vid provfiske har följande fisk fångats i sjön:
- Abborre
- Gärs
- Gädda
- Lake
- Löja
- Mört
- Nors
- Siklöja